# Casa Ignasi Escudé Galí
La Casa Ignasi Escudé Galí, o simplement Casa Escudé, és un edifici del centre de Terrassa (Vallès Occidental), situat al carrer del Nord, protegit com a bé cultural d'interès local.

## Descripció
Es tracta d'un edifici destinat a habitatge unifamiliar, de planta baixa i dos pisos, adossats mitjançant una mitgera per un costat i amb un jardí a l'altre cantó. La façana és simètrica, amb tres obertures per planta, les dues primeres en forma d'arc rebaixat de perfil arrodonit i al pis superior amb arcs de mig punt, que denoten l'ampliació posterior de la casa.

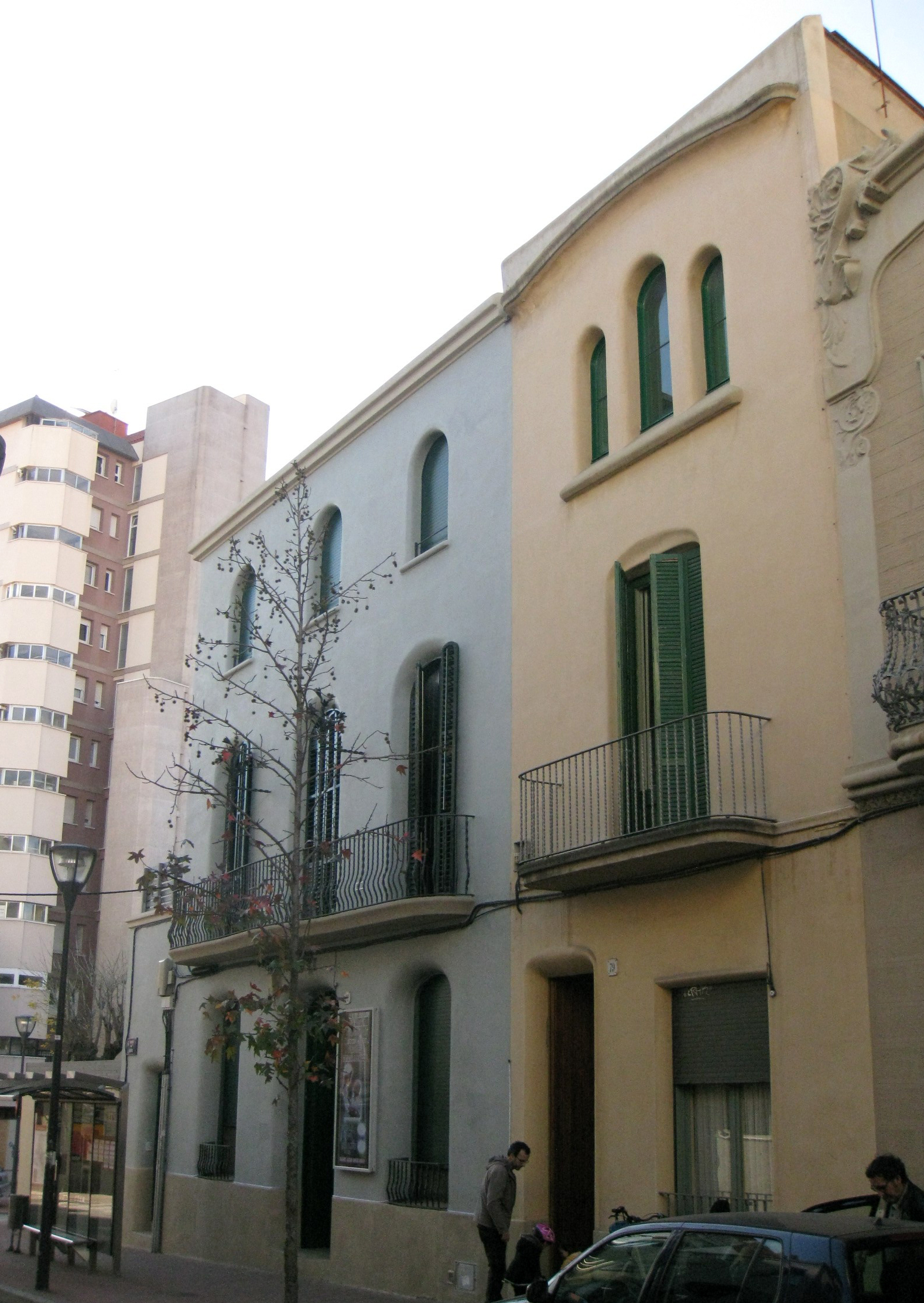
Vista de les cases Escudé del carrer del Nord

Les obertures del primer pis es comuniquen entre elles mitjançant una balconada de ferro amb forma lleugerament corbada. Remata l'edifici un ràfec senzill i d'escassa volada.

## Història
És una obra de Lluís Muncunill de 1905, que el 1910 hi va afegir el pis superior. L'any 1930, l'arquitecte Ignasi Escudé i Gibert va realitzar obres de remodelació a l'edifici. Al costat, al número 79, Lluís Muncunill hi va bastir una altra casa més petita i d'una tipologia semblant per al mateix propietari, també l'any 1930.